# Топла (Тимиш)
Топла (рум. Topla) насеље је у Румунији у округу Тимиш у општини Манаштиур. Oпштина се налази на надморској висини од 171 m.

## Прошлост
По "Румунској енциклопедији" место се помиње 1514-1516. године као посед Георга Бранденбурга. Године 1620. дарован је власнику Стефану Бетлену. У њему је 1717. године избројано 10 кућа. Био је у 19. веку посед Карачоњија. Православну цркву брвнару посвећену Св. арханђелима Михаилу и Гаврили, грађену 1746. године у Ремети Лунги, пренели су православци 1807. године у Топлу. Богомоља је ношена на ваљковима, вукло је 24 пара волова а послом је руководио мајстор Реметеану. Храм је 1997. године демонтиран и пренет у Музеј села у Темишвару.
Аустријски царски ревизор Ерлер је 1774. године констатовао да место припада Лунгшком округу, Лугошког дистрикта. Становништво је било претежно влашко. Године 1797. то је парохијска филијала Јершника.

## Становништво
Према подацима из 2002. године у насељу је живело 6 становника, од којих су сви румунске националности.